# Patrick Gautier-Dalché
 (mai 2021).
Si vous disposez d'ouvrages ou d'articles de référence ou si vous connaissez des sites web de qualité traitant du thème abordé ici, merci de compléter l'article en donnant les références utiles à sa vérifiabilité et en les liant à la section « Notes et références ».
 (mai 2021).
La mise en forme du texte ne suit pas les recommandations de Wikipédia : il faut le « wikifier ».
Les points d'amélioration suivants sont les cas les plus fréquents :
- Les titres sont pré-formatés par le logiciel. Ils ne sont ni en capitales, ni en gras.
- Le texte ne doit pas être écrit en capitales (les noms de famille non plus), ni en gras, ni en italique, ni en « petit »…
- Le gras n'est utilisé que pour surligner le titre de l'article dans l'introduction, une seule fois.
- L'italique est rarement utilisé : mots en langue étrangère, titres d'œuvres, noms de bateaux, etc.
- Les citations ne sont pas en italique mais en corps de texte normal. Elles sont entourées par des guillemets français : « et ».
- Les listes à puces sont à éviter, des paragraphes rédigés étant largement préférés. Les tableaux sont à réserver à la présentation de données structurées (résultats, etc.).
- Les appels de note de bas de page (petits chiffres en exposant, introduits par l'outil «  Source ») sont à placer entre la fin de phrase et le point final[comme ça].
- Les liens internes (vers d'autres articles de Wikipédia) sont à choisir avec parcimonie. Créez des liens vers des articles approfondissant le sujet. Les termes génériques sans rapport avec le sujet sont à éviter, ainsi que les répétitions de liens vers un même terme.
- Les liens externes sont à placer uniquement dans une section « Liens externes », à la fin de l'article. Ces liens sont à choisir avec parcimonie suivant les règles définies. Si un lien sert de source à l'article, son insertion dans le texte est à faire par les notes de bas de page.
- La présentation des références doit suivre les conventions bibliographiques. Il est recommandé d'utiliser les modèles {{Ouvrage}}, {{Chapitre}}, {{Article}}, {{Lien web}} et/ou {{Bibliographie}}. Le mode d'édition visuel peut mettre en forme automatiquement les références.
- Insérer une infobox (cadre d'informations à droite) n'est pas obligatoire pour parachever la mise en page.

Pour une aide détaillée, merci de consulter Aide:Wikification.
Si vous pensez que ces points ont été résolus, vous pouvez retirer ce bandeau et améliorer la mise en forme d'un autre article.
Patrick Gautier-Dalché est un historien français, spécialiste de l'histoire des connaissances géographiques et de la représentation du monde au Moyen Âge.

## Biographie
Patrick Gautier-Dalché obtient en 1975 l'agrégation d'histoire, puis soutient en 1986 une thèse sur la Descriptio mappe mundi d'Hugues de Saint-Victor. Cette thèse est l'occasion d'éditer un document méconnu. Il poursuit ses recherches dans le domaine des savoirs géographiques et des représentations de la Terre, et obtient en 1996 une habilitation à diriger des recherches après avoir soutenu un mémoire de recherche sur les représentations de l'espace au Moyen Âge à l'université Panthéon-Sorbonne.

## Publications
- La « Descriptio mappe mundi » de Hugues de Saint-Victor. Texte inédit avec introduction et commentaire, Paris, Études augustiniennes,  1988.
- Carte marine et portulan au XIIe siècle. Le « Liber de existencia riueriarum et forma maris nostri Mediterranei » (Pise, circa 1200), Rome, École française de  Rome, 1995.
- Du Yorkshire à l’Inde. Une « géographie » urbaine et maritime de la fin du XIIe siècle (Roger de Howden ?), Genève, Droz, 2005.
- La Géographie de Ptolémée en Occident (IVe – XVIe siècles), Turnhout, 2009 (Terrarum Orbis, 9).
- La Terre. Connaissance, représentations, mesure au Moyen Âge. Contributions de Christiane Deluz, Nathalie Bouloux, Emmanuelle Vagnon, Christine Gadrat, Paul Fermon et Armelle Querrien, Turnhout, 2013 (L’Atelier du médiéviste).
- Géographie et culture. La représentation de l'espace du VIe au XIIe siècle, Ashgate (Variorum, Collected Studies Series), 1997
- L’Espace géographique au Moyen Âge (Micrologus’ Library), Florence, 2013.